# つがる市

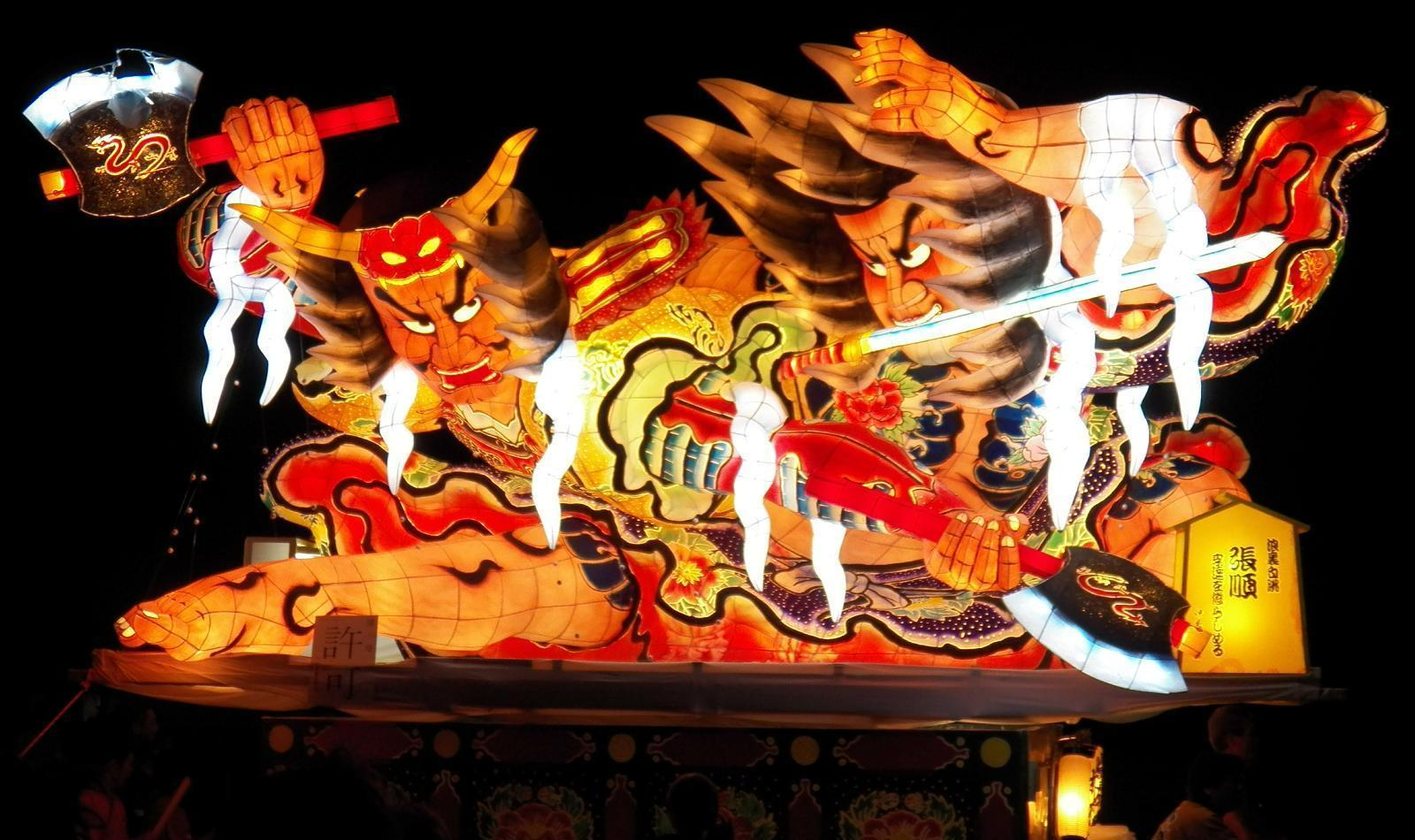
木造のねぶた

つがる市（つがるし）は、青森県中西部の市。青森県内の平仮名市名としては、むつ市に次いで2例目。

## 地理
- 海：日本海
- 山：屏風山、往古之木嶺、三吉山
- 河川：岩木川、山田川、古田川
- 湖沼：十三湖、平滝沼、田光沼、冷水湖、大溜池、狄ヶ館溜池、小戸六溜池、牛潟池、袴形池、カスベ沼
- 沼地：ベンセ湿原

### 隣接している自治体
- 弘前市
- 五所川原市
- 西津軽郡：鰺ヶ沢町
- 北津軽郡：鶴田町、中泊町

## 歴史
- 2005年（平成17年）2月11日：西津軽郡木造町、森田村、柏村、稲垣村、車力村の1町4村が合併して誕生。
- 2016年（平成28年）7月29日：イオンモールつがる柏施設内につがる市立図書館が開館[1]。
- 2018年（平成30年）12月3日：稲垣出張所を旧稲垣村役場庁舎から、旧木造高等学校稲垣分校を改築した稲垣ふれあいセンター内に移転[2]。
- 2020年（令和2年）9月1日：車力出張所を旧車力村役場庁舎から、つがる市北消防署内に移転[3]。
- 2021年（令和3年） - 亀ヶ岡石器時代遺跡、田小屋野貝塚が「北海道・北東北の縄文遺跡群」として世界文化遺産に登録された。
- 2022年（令和4年）8月9日 - 集中豪雨に見舞われ山田川（木造地区）が決壊。水田など約100ヘクタールに被害[4]。

## 行政

### 市長
| 代             | 氏名     | 就任年月日    | 退任年月日    | 備考       |
| -------------- | -------- | ------------- | ------------- | ---------- |
| 市長職務執行者 | 古坂英   | 2005年2月11日 | 2005年3月12日 | 旧柏村長   |
| 初-4代         | 福島弘芳 | 2005年3月13日 | 2021年3月12日 | 旧木造町長 |
| 5-6代          | 倉光弘昭 | 2021年3月13日 |               |            |

2025年の市長選を入れて合併後6度の選挙で無投票が続いている。これは平成の大合併で誕生した市の中では最多となっている。

### 市役所
- 本庁/つがる市木造若緑61-1
- 稲垣出張所/つがる市稲垣町豊川宮川145-3（稲垣ふれあいセンター内）
- 車力出張所/つがる市豊富町屏風山1番地372
- つがる出張所/つがる市柏稲盛幾世41（イオンモールつがる柏内）

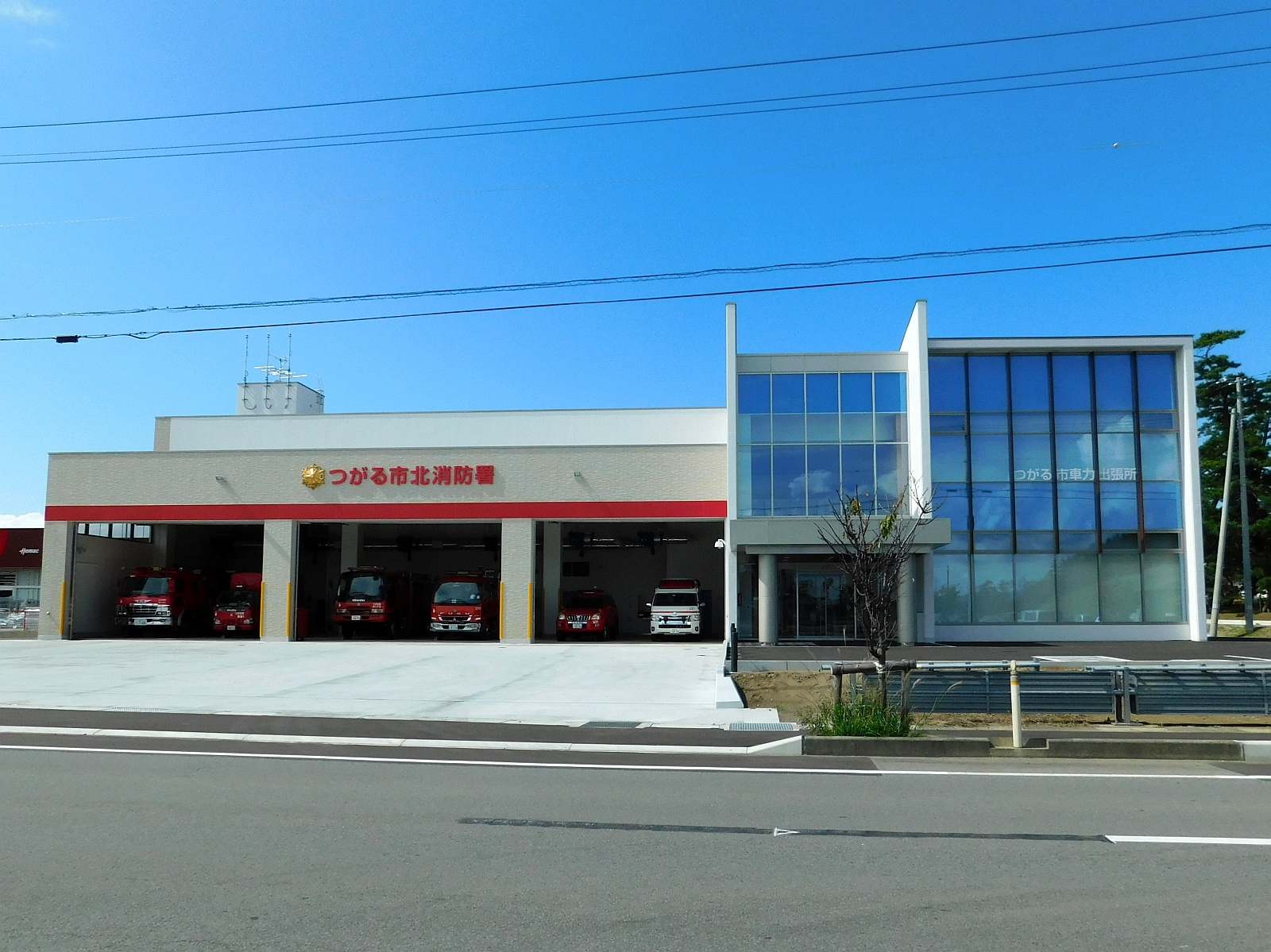
車力出張所

## 立法

### 市議会
- 定数：20名[6]
- 任期：2019年（平成31年）2月11日 - 2023年（令和5年）2月10日
- 議長：佐々木慶和（無所属、4期）
- 副議長：伊藤良二（無所属、4期）

| 会派名 | 議席数 | 議員名                                                             |
| ------ | ------ | ------------------------------------------------------------------ |
| 芳政会 | 7      | 佐々木敬藏、佐藤孝志、三上洋、野呂司、天坂昭市、成田克子、髙橋作藏 |
| 五和会 | 7      | 田中透、成田博、木村良博、長谷川徹、佐々木直光、平川豊、山本清秋   |
| 無所属 | 6      | 齊藤渡、長谷川榮子、佐々木慶和、伊藤良二、松橋勝利、白戸勝茂       |

2011年6月22日、つがる市議会は定数を24から20とする条例改正案を可決した。定数変更は2015年の市議選から適用された。

### 青森県議会
青森県議会の議員はつがる市選挙区、定員1名で構成される。
- 構成市町村：つがる市
- 定数：1名
- 任期：2019年（平成31年）4月30日 - 2023年（令和5年）4月29日

| 氏名     | 会派名     | 当選回数 |
| -------- | ---------- | -------- |
| 三橋一三 | 自由民主党 | 4        |

## 地域

### 人口
平成27年国勢調査より前回調査からの人口増減をみると、10.54％減の33,316人であり、増減率は県下40市町村中28位。
| |                                          |  |
| つがる市と全国の年齢別人口分布（2005年） | つがる市の年齢・男女別人口分布（2005年） |  |
| ■紫色 ― つがる市 ■緑色 ― 日本全国 | ■青色 ― 男性 ■赤色 ― 女性                |  |
| つがる市（に相当する地域）の人口の推移 \| 1970年（昭和45年） \| 50,785人 \| \| \| 1975年（昭和50年） \| 49,096人 \| \| \| 1980年（昭和55年） \| 46,869人 \| \| \| 1985年（昭和60年） \| 46,070人 \| \| \| 1990年（平成2年） \| 43,699人 \| \| \| 1995年（平成7年） \| 42,384人 \| \| \| 2000年（平成12年） \| 41,320人 \| \| \| 2005年（平成17年） \| 40,091人 \| \| \| 2010年（平成22年） \| 37,243人 \| \| \| 2015年（平成27年） \| 33,316人 \| \| \| 2020年（令和2年） \| 30,934人 \| \| |                                          |  |
| 総務省統計局 国勢調査より |                                          |  |
| 1970年（昭和45年） | 50,785人                                 |  |
| 1975年（昭和50年） | 49,096人                                 |  |
| 1980年（昭和55年） | 46,869人                                 |  |
| 1985年（昭和60年） | 46,070人                                 |  |
| 1990年（平成2年） | 43,699人                                 |  |
| 1995年（平成7年） | 42,384人                                 |  |
| 2000年（平成12年） | 41,320人                                 |  |
| 2005年（平成17年） | 40,091人                                 |  |
| 2010年（平成22年） | 37,243人                                 |  |
| 2015年（平成27年） | 33,316人                                 |  |
| 2020年（令和2年） | 30,934人                                 |  |

### 教育
高等学校
県立
- 木造高等学校

※以下は廃校。
- 木造高等学校車力分校（2006年・閉校）
- 木造高等学校稲垣分校（2010年・閉校）

中学校
市立
- 木造中学校
- 森田中学校
- 柏中学校
- 稲垣中学校
- 車力中学校

※以下は廃校。
- 木造西中学校（2009年・木造中学校へ統合）
- 館岡中学校（同上）

小学校
市立
- 向陽小学校
- 穂波小学校
- 瑞穂小学校
- 森田小学校
- 柏小学校
- 稲垣小学校
- 車力小学校

※以下は廃止。
- 豊川小学校（2009年・稲垣小学校を統合新設）
- 繁田小学校（同上）
- 下繁田小学校（同上）
- 稲垣西小学校（2015年・稲垣小学校へ統合）
- 牛潟小学校（2017年・車力小学校へ統合）
- 富萢小学校（同上）
- 育成小学校 (2021年・森田小学校へ統合)

特別支援学校
- 青森県立森田養護学校

### 所轄警察署
- つがる警察署…旧・木造警察署。市制施行により名称変更。

### 防衛
- 航空自衛隊車力分屯基地…車力地区。第6高射群第21高射隊・第22高射隊・第4移動通信隊
- Xバンドレーダー…アメリカ軍の弾道ミサイル早期警戒レーダー。2006年に車力分屯基地内に設置。

### 文化

#### 芸能
・三方荒神鹿島獅子…育成小学校（継承）
文化施設
- つがる市立図書館…イオンモールつがる柏別館に設置。

## 産業

### 商業
- イオンモールつがる柏 - イオンつがる柏店を中核に70店舗ほどのテナントが軒を連ねる。シネマコンプレックス併設。周辺地域には大型店が軒を連ねている。イオンモールが初めて手掛けたショッピングモールでもある。
- カブセンター柏店
- DCM柏店
- サンデー柏店
- 薬王堂つがる柏店
- ツルハドラッグつがる柏店
- さとちょう 森田店
- さとちょう 木造店

### 農業
- コメ
- リンゴ
- メロン
- スイカ
- 蓴菜

### 漁業
- 木造漁港
- 車力漁港

## 郵便

### 直営郵便局
- 木造郵便局〔集配局〕（84014）
- 車力郵便局〔集配局〕（84054）
- 稲垣郵便局〔集配局〕（84079）
- 森田郵便局〔集配局〕（84103）
- 出精郵便局〔集配局〕（84142）
- 館岡郵便局（84109）
- 柏郵便局  （84157）
- 越水郵便局（84204）

### 簡易郵便局
- 富萢簡易郵便局（84705）
- 出来島簡易郵便局（84711）
- 相野簡易郵便局（84722）
- 菰槌簡易郵便局（84727）
- 筒木坂簡易郵便局（84741）
- 福原簡易郵便局（84742）
- 下古川簡易郵便局（84748）

- 吹原簡易郵便局（84753）
- 月見野簡易郵便局（84759）
- 繁田簡易郵便局（84763）
- 千年簡易郵便局（84764）
- 出野里簡易郵便局（84769）
- 牛潟簡易郵便局（84767）(2020年12月31日より閉鎖[7])
- 三ツ館簡易郵便局（84758）(2021年3月1日廃止[8])

## 姉妹都市・提携都市
- 千葉県柏市 - 友好都市提携 2005年（平成17年）7月23日 人的・物産関係の交流 （旧柏村からの引継ぎ）
- 北海道白老町 - 姉妹都市提携 2005年（平成17年）7月31日 教育・文化・産業・経済等の交流 （旧森田村の1991年（平成3年）10月における提携を引継ぎ）
- アメリカ合衆国バス市（メイン州） - 友好都市提携 2006年（平成18年）7月6日 産業・文化・教育の交流 （旧車力村からの引継ぎ）

## 交通

### 鉄道
- 東日本旅客鉄道
  - 五能線 : 木造駅 - 中田駅 - 陸奥森田駅 - 越水駅
- 中心となる駅：木造駅

### 道路
高速道路
- 津軽自動車道
  - つがる柏IC - 木造IC（事業中） - 浮田IC（事業中）

一般国道
- 国道101号

主要地方道
- 青森県道2号屏風山内真部線
- 青森県道12号鰺ケ沢蟹田線
- 青森県道37号弘前柏線
- 青森県道39号長平町森田線
- 青森県道43号五所川原車力線

一般県道
- 青森県道114号菰槌木造線
- 青森県道115号川除木造線
- 青森県道132号十腰内陸奥森田停車場線
- 青森県道153号山田鶴田線
- 青森県道154号妙堂崎五所川原線
- 青森県道161号豊川館岡線
- 青森県道162号再賀木造線
- 青森県道164号林五所川原線
- 青森県道184号下派立沼崎線
- 青森県道185号出来島丸山線
- 青森県道186号桑野木田南広森線
- 青森県道187号越水木造線
- 青森県道188号福原陸奥森田停車場線
- 青森県道189号富萢薄市線
- 青森県道200号米山菖蒲川線
- 青森県道228号高山稲荷神社線
- 青森県道241号木造停車場線
- 青森県道245号稲盛千代町山田線
- 青森県道261号鳴沢停車場線
- 青森県道267号山田鰺ケ沢線

### 路線バス
- 弘南バス
- つがる市地域内交通 - 弘南バスの鶴田線（廻堰経由）・南広森線・下繁田線（川除経由）・再賀線廃止代替バス。詳細は該当記事を参照。

## 出身著名人
- 竹内俊吉（元青森県知事・元青森放送社長）
- 竹内黎一（元科学技術庁長官）
- 一戸直蔵（天文学者、科学ジャーナリスト）
- 上原げんと（作曲家）
- 上原賢六（作曲家）
- 松本莉緒（旧名・松本 恵）（女優・タレント）
- 青山良平（タレント）
- 綾の海金太郎（元大相撲力士）
- 旭富士正也（元大相撲力士・第63代横綱、現宮城野親方）
- 雲竜辰五郎（元大相撲力士）
- 出羽ノ花好秀（元大相撲力士）出羽の花義貴の従兄
- 盛風力秀彦（元大相撲力士）
- 坂本東一（ばんえい競馬騎手）
- 葛西伸哉（ライトノベル作家）
- 西崎憲（小説家、翻訳家）
- 工藤淳（気象予報士）
- 小島和恵（陸上競技選手）
- 長谷川清次郎（村長・篤志家）
- 佐々木健（プロ野球選手）
- 大坂谷啓生（元プロ野球選手）

## 名所・旧跡

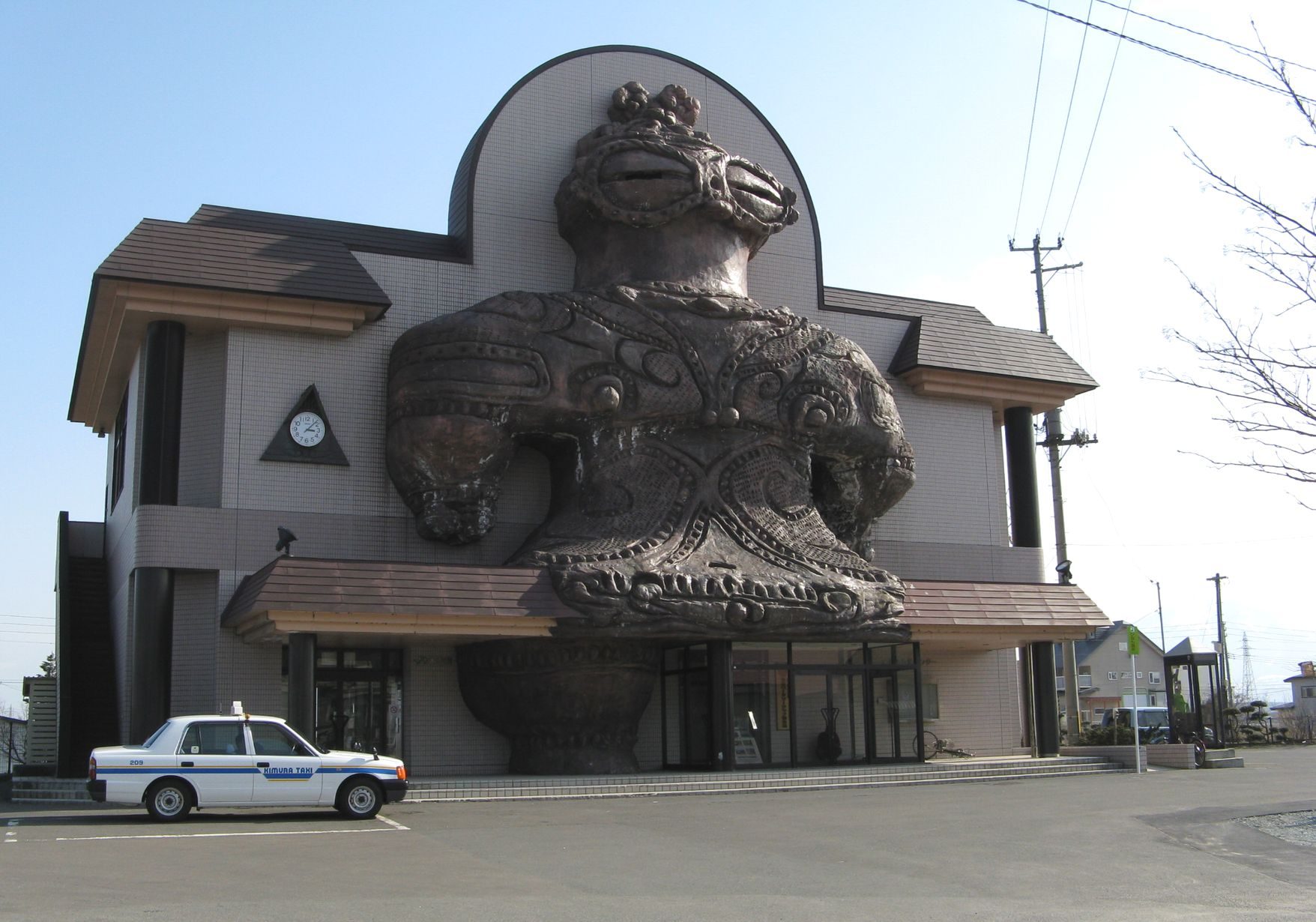
木造駅

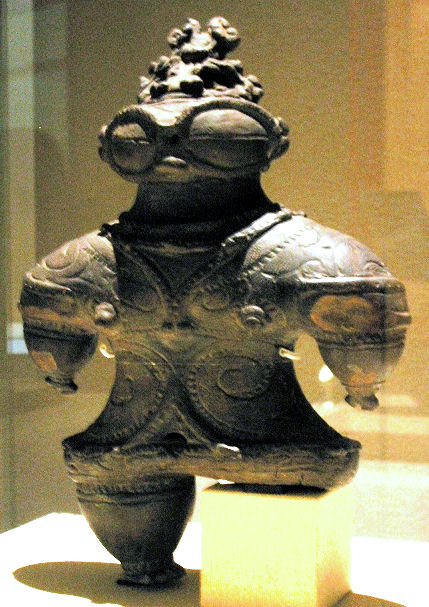
遮光器土偶・東京国立博物館蔵

### 世界文化遺産
- 田小屋野貝塚〔木造館岡田小屋野〕縄文時代前期中期。国の史跡
- 亀ヶ岡遺跡〔木造館岡 ・亀ヶ岡〕国の史跡 - 右の遮光器土偶が発掘された遺跡である

### その他
- りんごの樹 - 〔桑野木田字千年〕県天然記念物、1878年（明治11年）に植栽された日本随一のりんごの古木。
- チェスボロー号遭難慰霊碑、1888年（明治22年）に七里長浜沖合でアメリカのメイン州バス市で建造された貨物船チェスボロー号が座礁した。
- 石神遺跡出土品〔つがる市森田歴史民俗資料館〕縄文時代前期・中期、円筒土器。国の重要文化財
- 高山稲荷神社
- 出来島海水浴場
- 旧高谷銀行本店（現盛農薬商会倉庫）〔木造町字千代町〕登録有形文化財、大正初期堀江組施工。
- 稲垣温泉
- 森田歴史民俗資料館〔森田町森田月見野〕[9]
- 縄文住居展示資料館（カルコ）〔木造若緑〕[9]
- 木造亀ヶ岡考古資料室〔木造館岡屏風山〕[9]